# Biblioteca storica cadorina
La Biblioteca storica cadorina ha sede nell'ex palazzo municipale di Vigo di Cadore, in Veneto. È da sempre suddivisa in tre sotto-sezioni: l'archivio storico cadorino e la biblioteca cadorina costituiscono la sezione "Cadorina" mentre la biblioteca universale costituisce la sezione "Universale". L'archivio storico cadorino custodisce i documenti più antichi, circa cinquecentocinquanta pergamene, stampe e raccolte manoscritte cadorine, la biblioteca cadorina custodisce testi di carattere locale, mentre la biblioteca universale conserva libri che trattano i più diversi argomenti, complessivamente circa ottomila volumi.

## Storia

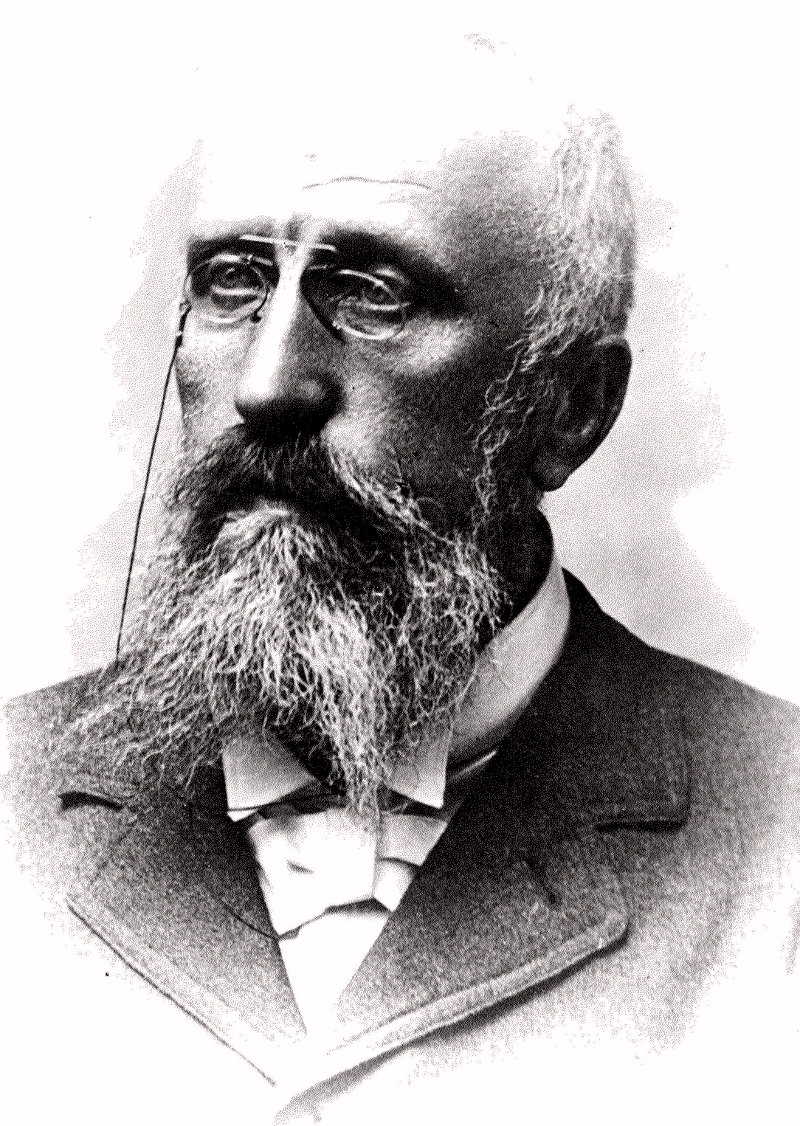
Antonio Ronzon

La Biblioteca storica cadorina è stata fondata nel 1892 dal professor Antonio Ronzon, grazie anche alla lungimiranza dell'allora amministrazione comunale e alla fattiva collaborazione della popolazione locale. L'inaugurazione ufficiale avvenne il 25 settembre alla presenza della cittadinanza e del sindaco.
Durante il primo conflitto mondiale, tra requisizioni, bombardamenti ed incendi questa ricchezza culturale corse seri pericoli ma fu nei primi giorni del novembre 1917, con l'arrivo dei nemici in Oltrepiave, che tale patrimonio fu messo davvero a repentaglio, tanto da costringere don Pietro Da Ronco a metterlo al sicuro in casse sepolte in tutta fretta in luoghi defilati e sicuri.
Nel 1937 l'uscita del Saggio di bibliografia cadorina di Giovanni Fabbiani, dando respiro ed impulso agli studi cadorini in generale, faceva nel contempo conoscere la Biblioteca Storica Cadorina ad un pubblico più vasto ed eterogeneo, e poneva le basi di un suo ulteriore sviluppo.
Verso gli anni cinquanta, all'interessamento di Giovanni Fabbiani e Celso Fabbro si univano il lavoro e la passione di altri studiosi, in particolare G. E. Ferrari e L. Sriziolo, che procedettero alla catalogazione e sistemazione del materiale, cui seguì un'ampia relazione dello stato della raccolta e delle sue potenzialità future.
Nel 1979 infine il Comune di Vigo dava mandato al prof. G. Zanderigo Rosolo per la redazione dell'inventario e del regesto delle pergamene, riordinate fino ad allora soltanto parzialmente.

## Descrizione

### I manoscritti
Fra i manoscritti dell'archivio sono particolarmente degne di nota:
- le schede dell'illustre botanico Renato Pampanini (1875-1949) autore dell'opera La flora vascolare del Cadore;
- i dodici volumi del canonico Giovanni De Donà (1819-1890), con trascrizione di documenti attualmente introvabili, cui si aggiungono tre volumi che riguardano il Bellunese;
- i volumi di don Pietro Da Ronco (1850-1941);
- alcuni Laudi;
- le sette buste del generale G. Sala, ricche di documentazione sulla prima guerra mondiale;
- alcuni libri di conti della Regola di Vigo a partire dal 1511;
- sette buste appartenute al fondatore e altre buste con documenti cadorini o riferite alla storia del Cadore;
- i volumi dei sacerdoti Giuseppe Monti (1808-1871) e Giovanni Battista Martini (1810-1877) che raccolsero e integrarono, in poderosi volumi, le fonti della storia cadorina, ancor oggi indispensabili data la perdita dei documenti originali.[1]